# Víťazovce
Víťazovce est un village de Slovaquie situé dans la région de Prešov.

## Histoire
Première mention écrite du village en 1451.

## Démographie

### Évolution de la population
| Année:               | 1994. | 2004.   | 2014.   | 2024.   |
| -------------------- | ----- | ------- | ------- | ------- |
| Nombre de personnes: | 347   | 345     | 313     | 321     |
| Différence:          |       | -0,57 % | -9,27 % | +2,55 % |

| Année:               | 2023. | 2024.   |
| -------------------- | ----- | ------- |
| Nombre de personnes: | 324   | 321     |
| Différence:          |       | -0,92 % |